# Dialetto Bakhtiari

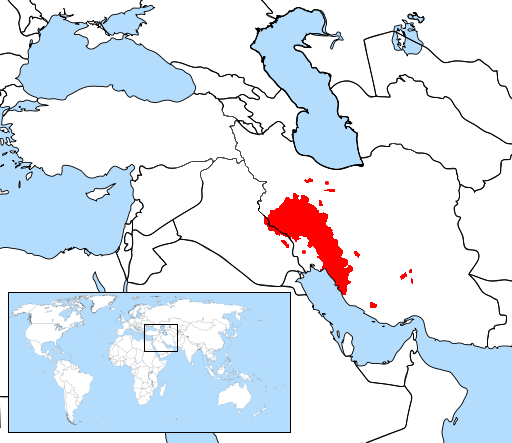
Mappa della dislocazione del popolo di lingua luri

Il dialetto Bakhtiari è un dialetto della lingua luri del sud parlato dai Bakhtiari nella provincia di Chahar Mahal e Bakhtiari, a Bushehr, nell'ovest del Khūzestān,  in parte della provincia di Esfahan e del Lorestan. Esso è strettamente legato ai dialetti Boir-Ahamadi, Kohgīlūya e Mamasani del nord della provincia di Fars. Questi dialetti, insieme ai dialetti Lori del Lorestan (ad es. dialetto Khorramabadi), sono indicati come del gruppo "Perside del sud Zagros", o dialetti Lori.

"Luri e Bakhtiari sono molto più legati ai persiani che ai curdi". Il dialetto Bakhtiari è considerato un dialetto medio persiano che è sopravvissuto nel corso della storia. Esistono dialetti di transizione tra curdi del sud e lori-bakhtiāri, e il lori-bakhtiāri stesso può essere definito un idioma di transizione tra curdo e persiano, con la maggior parte della lingua originaria del persiano.